# Niclas Daniel Atterbom
Niclas Daniel Atterbom, född 14 maj 1745 i Hogstads församling, Östergötlands län, död 3 augusti 1825 i Tryserums församling, Kalmar län, var en svensk präst.

## Biografi
Niclas Daniel Atterbom föddes 1745 i Hogstads församling. Han var son till komministern Daniel Atterbom i Hogstads församling. Atterbom blev 1763 student vid Uppsala universitet och 1766 vid Lunds universitet. Han avlade 1766 magistergrad och prästvigdes 24 mars 1770. Atterbom blev 20 mars 1771 predikant vid Fågelviks kapell och 27 september 1771 komminister i Tryserums församling. Han blev 1788 kyrkoherde i Tryserums församling och utnämndes 1794 till prost. Atterbom blev 1804 kontraktsprost i Norra Tjusts kontrakt. Han avled 1825 i Tryserums församling.

### Familj
Atterbom gifte sig 6 juli 1773 med Maria Elisabeth Wiström (1752–1822). De fick tillsammans barnen Johan Daniel Atterbom (1774–1774), Margaretha Catharina Atterbom (1775–1847), Maria Johanna Atterbom (1778–1779), Gustaf Atterbom (1780–1780), auditören Johannes Atterbom (1780–1821), Charlotta Atterbom (1783–1784), Gustafva Atterbom som var gift med komministern Häger i Vimmerby landsförsamling och Maria Lovisa Atterbom (1790–1791).